# Desmod
Desmod é uma banda de rock eslovaca que foi formada em 1996 na cidade de Nitra. Hoje em dia, Desmod é uma das bandas mais famosas da Eslováquia tendo também relativo sucesso na República Tcheca.

## Integrantes
- Kuly - vocal
- Dušan Minka - baixo
- Jano Škorec - bateria
- Rišo Synčák - guitarra
- Rišo Nagy - guitarra

## Discografia
Álbuns
- 2000: 001
- 2001: Mám Chuť...
- 2003: Derylov Svet
- 2004: Skupinová Terapia
- 2006: Uhol Pohľadu
- 2007: Kyvadlo

Compilações
- 2008: Dekáda

DVDs
- 2007: Live In Garage